# Hallantrieb

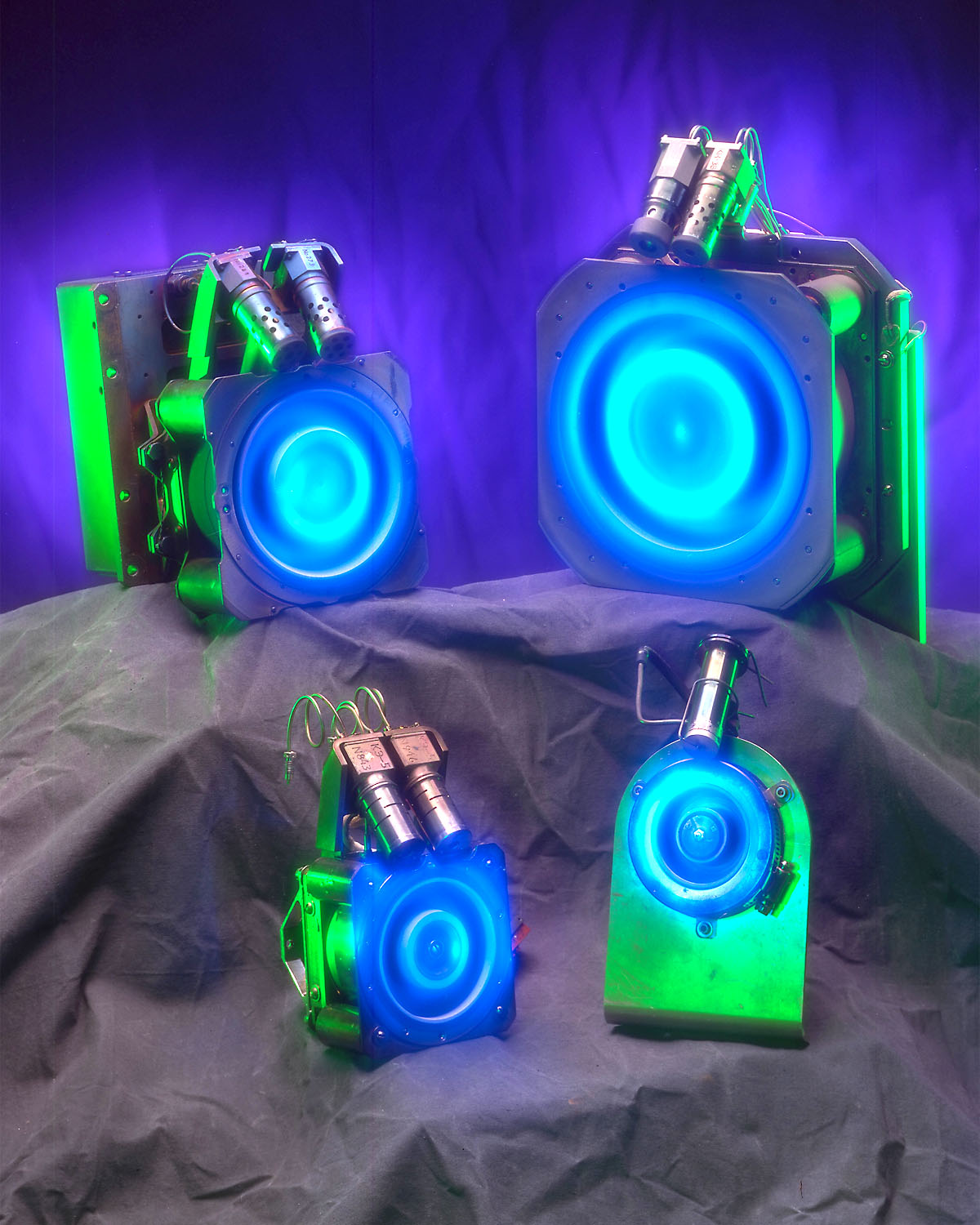
Auswahl russischer Hallantriebe

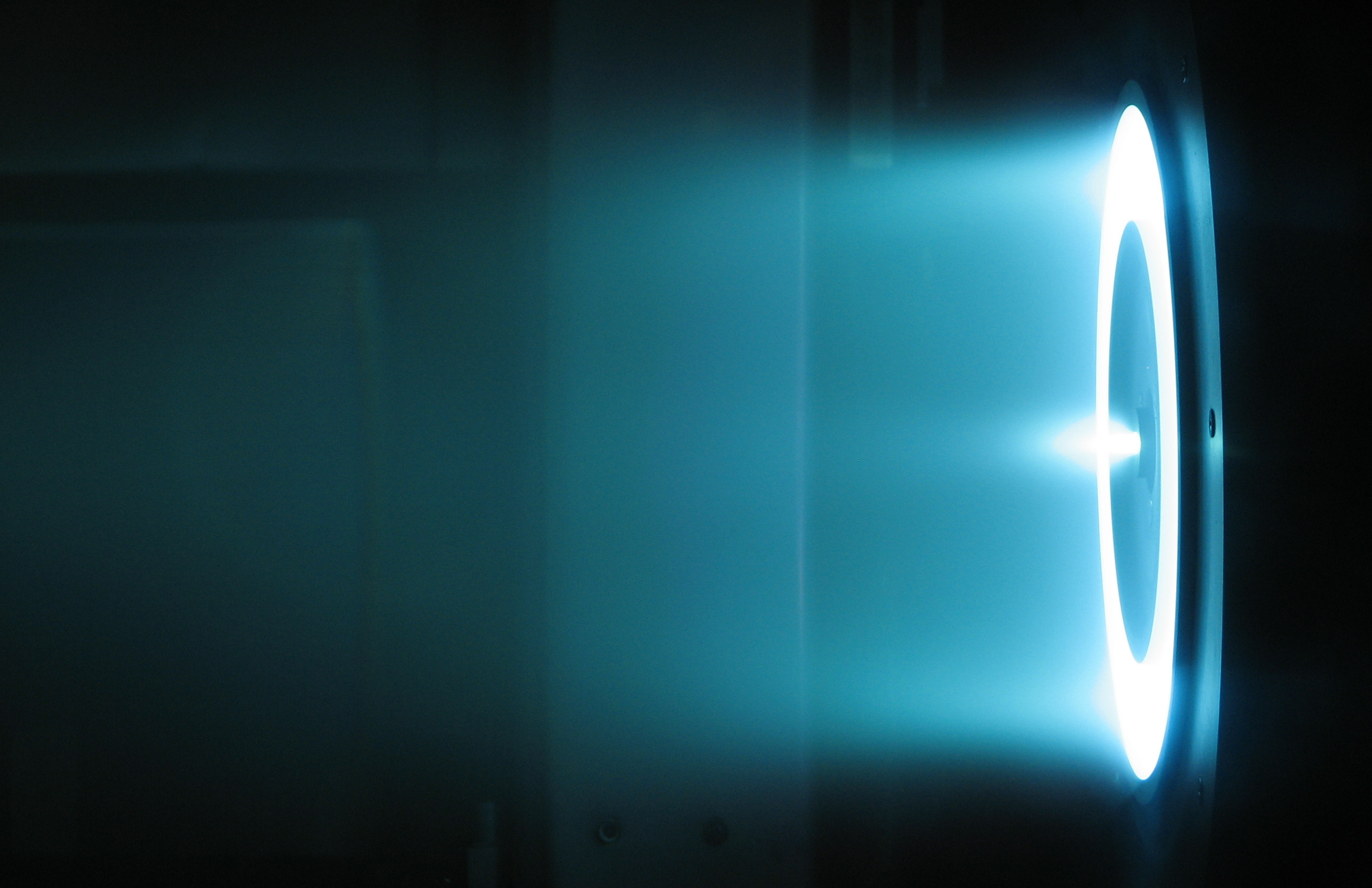
US-amerikanischer Hallantrieb in Betrieb (Xenon)

Ein Hallantrieb oder auch Hall-Effekt-Antrieb (englisch Hall-Effect Thruster, Hall Thruster) ist ein Ionentriebwerk, bei dem ein Magnetfeld die Effizienz erhöht, indem es die Elektronen behindert, die Anode zu erreichen. Mit dieser Art Ionenquelle sind hohe Schubwirkungsgrade und hohe Einsatzdauer auch bei hohen Leistungen bis in den 100-kW-Bereich möglich. Für die bisher an Raumfahrzeugen eingesetzten Triebwerke standen allerdings nur wenige 100 bis 1000 W zur Verfügung, mit denen sich Schubkräfte von 10 bis 100 mN ergeben.
Wie bei anderen Ionentriebwerken wird als Stützmasse typischerweise Xenon verwendet, dessen positive Ionen durch ein elektrisches Feld auf Geschwindigkeiten zwischen 10 und 80 km/s beschleunigt werden.

## Geschichte
Forschung und Entwicklung von Ionenantrieben gehen zurück bis in die 1960er Jahre, insbesondere in den USA und in der Sowjetunion. Während in den USA mit Gitterionenquellen experimentiert wurde, brachte die Kaliningrader Firma FAKEL den Hall-Effekt-Antrieb zur Flugreife. Seit dem erfolgreichen Ersteinsatz 1971 auf dem Satelliten METEOR wurden mehr als 50 Satelliten mit Antrieben der Firma FAKEL ausgerüstet.
Noch während des Kalten Krieges, aber insbesondere nach der Öffnung des Eisernen Vorhangs, wurde die Technologie des Hallantriebs in die westliche Welt exportiert und Entwicklungen in Frankreich (SNECMA), Italien (Sitael, vormals Alta) sowie in den USA (Busek, Aerojet, Jet Propulsion Laboratory, NASA und US Air Force Research Laboratories) schafften es teils bis zur Fluganwendung und kommerziellen Vermarktung. Mit SMART-1 wurde 2003 der erste europäische Hallantrieb PPS 1350 für eine Flugmission erfolgreich eingesetzt. Der erste Testflug eines amerikanischen Hallantriebs (Busek) fand 2006 statt, die erste amerikanische Fluganwendung mit solch einem Antrieb (Aerojet) im Jahr 2010. Im deutschsprachigen Raum wurde in den 1960er und 1970er Jahren am DLR Stuttgart an Hallantrieben geforscht, aktuell sind allerdings keine Aktivitäten im Bereich Forschung und Entwicklung bekannt.
Auch in Ostasien, insbesondere in Japan, wird seit den 1980er Jahren an Hallantrieben geforscht und entwickelt. 2012 testete China einen Antrieb auf dem Technologiesatelliten Shijian 9A, 2013 folgte Südkorea mit einem Testantrieb auf STSAT 3 und DubaiSat 2. Der bekannteste praktische Einsatz eines Hallantriebs findet seit 2021 auf der Chinesischen Raumstation statt, wo vier Triebwerke von jeweils 80 mN Schubkraft für die routinemäßige Flugbahnanhebung („Reboost-Manöver“) zuständig sind.
Die NASA finanzierte die Entwicklung leistungsstarker Hall-Effekt-Triebwerke bei Aerojet Rocketdyne von 2016 bis 2019 mit 67 Millionen US-Dollar.

## Aufbau und Funktion

Querschnitt durch einen SPT-Hallantrieb

Anfangs experimentierten verschiedene Forschungsgruppen mit ähnlichen Bauformen, für die sich unterschiedliche Bezeichnungen etabliert haben:
- Antrieb mit breitem Beschleunigungskanal: engl. Stationary Plasma Thruster (SPT), russ. стационарный плазменный двигатель (СПД). Alternative Bezeichnungen sind frz. Propulsion Plasmique Stationaire (PPS) oder engl. Magnetic-layer type (dt. Magnetschicht-Antrieb)
- Antrieb mit schmalem Beschleunigungskanal: engl. Thruster with Anode Layer (TAL), russ. двигатель с анодным слоем (ДАС)

Beiden Typen gemeinsam ist ein einseitig offener Ringspalt, der beim TAL gänzlich metallisch eine Hohlanode bildet. Beim SPT beschränkt sich die Anode auf den Kanalgrund, während die Seitenwände keramisch sind, z. B. aus Bornitrid. Dabei ist die Materialwahl entscheidend für die Lebensdauer des Triebwerkes. Das als Stützmasse dienende Gas wird am Kanalgrund zudosiert. Der Kanal ist konzentrisch von einem Magnetsystem umgeben, das oft von Spulen gebildet wird, aber auch Permanentmagnete kommen gelegentlich zum Einsatz. Das Magnetfeld durchdringt den Kanal etwa in radialer Richtung.
Von einer außerhalb angebrachten Kathode werden Elektronen emittiert. Durch die Raumladung folgen sie größtenteils dem Ionenstrahl und neutralisieren diesen. Ein kleinerer Teil wird von der Beschleunigungsspannung in Richtung Anode gezogen. Das Magnetfeld lenkt sie auf kreisförmige Bahnen vor und im Kanal, wobei sich die Bahngeschwindigkeit der Elektronen so einstellt, dass sich die elektrostatische und die Lorentzkraft gerade kompensieren (wie beim Hall-Effekt, daher der Name des Triebwerks). Das elektrische Feld  besteht dabei zwischen der Anode und der Raumladung der kreisenden Elektronen. Durch Stoßionisation entstehen weitere freie Elektronen und Ionen. Nach kurzem Fall in Richtung Anode haben die Sekundärelektronen Kreisbahngeschwindigkeit, und auch die Energieverluste der stoßenden Elektronen werden durch eine Drift in Richtung Anode ausgeglichen. Dass der Driftstrom relativ gering ist, ist wichtig für die Energieeffizienz des Triebwerks. Der viel höhere Ringstrom ist wichtig für eine möglichst vollständige Ionisation der Stützmasse, denn beim Betrieb im Vakuum ist die Gasdichte zu gering, als dass wenige Ionen das Neutralgas durch Stöße mitreißen könnten.
Das elektrische Feld beschleunigt die Ionen axial aus dem Spalt heraus. Durch ihre vieltausendfach höhere Masse ist ihre Geschwindigkeit viel geringer als die der Elektronen, sodass sie das Magnetfeld kaum beeinflusst. Gleichwohl ist die Austrittsgeschwindigkeit mit 10 bis 80 km/s weit höher als bei herkömmlichen chemischen Triebwerken.
Durch die langjährige Optimierung sind Flugmodelle mit Schubwirkungsgraden über 50 % erreicht worden, weshalb eine Anwendung dieser Triebwerke so attraktiv ist. In Experimentalmodellen wurden schon Wirkungsgrade bis zu 75 % realisiert.